# Requiem (Saint-Saëns)
Pour les articles homonymes, voir Requiem (homonymie).

Le requiem opus 54 est une œuvre de Camille Saint-Saëns composée en 1878.

## Structure

### Mouvements
L'œuvre comporte huit parties successives :
1. Kyrie
2. Dies iræ
3. Rex tremendæ (incipit de la 8e strophe du Dies iræ)
4. Oro supplex (incipit de la 17e strophe du Dies iræ)
5. Hostias (Offertoire)
6. Sanctus
7. Benedictus
8. Agnus Dei

### Instrumentation
| Instrumentation du Requiem de Saint-Saëns                                         |
| Cordes                                                                            |
| premiers violons, seconds violons, altos, violoncelles, contrebasses.             |
| Bois                                                                              |
| 4 flûtes traversières, 2 hautbois, 2 cors anglais, 4 bassons                      |
| Cuivres                                                                           |
| 4 cors d'harmonie, 4 trombones                                                    |
| Autres                                                                            |
| timbales, 4 harpes, 1 orgue « d'accompagnement »                                  |
| Voix                                                                              |
| Solistes : soprano, alto, ténor, baryton. Chœur : sopranos, altos, ténors, basses |

### Musique
Incipit de l'œuvre :

## Histoire
Saint-Saëns a écrit le Requiem en avril 1878 en huit jours à Berne. Le texte est, comme pour la majorité des Requiem, en latin. L'œuvre ne fait pas partie des compositions très jouées de Saint-Saëns.
Le Requiem est dédié à Albert Libon, dont Saint-Saëns avait reçu 100 000 francs en 1877. Il a été créé le 22 mai 1878 en l'Église Saint-Sulpice de Paris, six jours avant qu'André, le premier fils de Saint-Saëns, âgé de deux ans et demi, ne se tue en tombant de la fenêtre. La création n'a été ni annoncée ni commentée par la presse.

## Discographie
- Danielle Galland, Soprano, Jeannine Collard, Alto, Francis Bardot, Tenor, Jacques Villisech, Basse et Micheline Lagache, Organist, Orchestre Lyrique de l'O.R.T.F, Ensemble Choral "CONTREPOINT" dir. Jean-Gabriel Gaussens. LP stereo RCA Sonocord (1976).
- Françoise Pollet, soprano, Magali Chalmeau-Damonte, mezzo-soprano, Jean-Luc Viala, ténor, Nicolas Rivenq, baryton, Chœur National Vittoria, Orchestre National d'Ile-de-France, dir. Jacques Mercier. CD Adda 1989
- Anne Constantin, soprano, Jacqueline Mayeur, mezzo-soprano, Francis Bardot, ténor, Lionel Peintre, basse, François Houtart, orgue, Maîtrise des Hauts-de-Seine, Orchestre d'Orléans dir. Jean-Marc Cochereau.  CD Solstice 1991
- Marie Paule Dotti, soprano, Guillemette Laurens, mezzo-soprano, Luca Lombardo, ténor, Nicolas Testé, basse, Francesco Cera, orgue, Coro della Radio Swizzera, Lugano, Orchestra della Swizzera Italiana, dir. Diego Fasolis. CD Chandos 2004
- Clémentine Decouture, soprano, Le madrigal de Paris, dir. Pierre Calmenet. CD Bayard Musique 2010. Orphée d'Or 2011 de la meilleure initiative discographique honorant un compositeur français
- Tinuke Olafimihan, soprano, Catherine Wyn-Rogers, contralto, Anthony Roden, ténor, Simon Kirkbride, basse, James O'Donnell, orgue, The Hertfordshire, Harlow and East London Choruses, London Philharmonic Orchestra, dir Geoffrey Simon SACD Gala records ltd 1993 report 2019
- Véronique Gens, soprano, Aliénor Feix, alto, Julien Behr, ténor, Nicolas Testé, basse, Olivier Latry, orgue, Orchestre National de France, Chœur de Radio France, dir Christian Mācelaru. Enregistrement 2021  YouTube